# 2-es busz (Mezőberény)
A mezőberényi 2-es jelzésű autóbusz egy helyi járat, ami a Szénáskert utca megállóhely és a Temető megállóhely között közlekedik. A viszonylatot a Volánbusz üzemelteti.

## Megállóhelyei
| 2 (Szénáskert utca ◄► Köröstarcsai út ► Zrínyi sugárút ◄► Vasútállomás ◄► Gázfogadó / Temető) | 2 (Szénáskert utca ◄► Köröstarcsai út ► Zrínyi sugárút ◄► Vasútállomás ◄► Gázfogadó / Temető) | 2 (Szénáskert utca ◄► Köröstarcsai út ► Zrínyi sugárút ◄► Vasútállomás ◄► Gázfogadó / Temető) | 2 (Szénáskert utca ◄► Köröstarcsai út ► Zrínyi sugárút ◄► Vasútállomás ◄► Gázfogadó / Temető) | 2 (Szénáskert utca ◄► Köröstarcsai út ► Zrínyi sugárút ◄► Vasútállomás ◄► Gázfogadó / Temető) | 2 (Szénáskert utca ◄► Köröstarcsai út ► Zrínyi sugárút ◄► Vasútállomás ◄► Gázfogadó / Temető) | 2 (Szénáskert utca ◄► Köröstarcsai út ► Zrínyi sugárút ◄► Vasútállomás ◄► Gázfogadó / Temető) | 2 (Szénáskert utca ◄► Köröstarcsai út ► Zrínyi sugárút ◄► Vasútállomás ◄► Gázfogadó / Temető) | 2 (Szénáskert utca ◄► Köröstarcsai út ► Zrínyi sugárút ◄► Vasútállomás ◄► Gázfogadó / Temető) |
| Sorszám (↓)                                                                                   | Megállóhely                                                                                   | Perc (↓)                                                                                      | Perc (↓)                                                                                      | Perc (↓)                                                                                      | Kilométer (↓)                                                                                 | Kilométer (↓)                                                                                 | Kilométer (↓)                                                                                 | Átszállási kapcsolatok                                                                        |
| --------------------------------------------------------------------------------------------- | --------------------------------------------------------------------------------------------- | --------------------------------------------------------------------------------------------- | --------------------------------------------------------------------------------------------- | --------------------------------------------------------------------------------------------- | --------------------------------------------------------------------------------------------- | --------------------------------------------------------------------------------------------- | --------------------------------------------------------------------------------------------- | --------------------------------------------------------------------------------------------- |
| Csak az 1-es útvonalúként jelölt járat érinti.                                                |                                                                                               |                                                                                               |                                                                                               |                                                                                               |                                                                                               |                                                                                               |                                                                                               |                                                                                               |
| Csak a 2-es útvonalúként jelölt járatok érintik.                                              |                                                                                               |                                                                                               |                                                                                               |                                                                                               |                                                                                               |                                                                                               |                                                                                               |                                                                                               |
| A 3-as útvonalúként jelölt járat nem érinti.                                                  |                                                                                               |                                                                                               |                                                                                               |                                                                                               |                                                                                               |                                                                                               |                                                                                               |                                                                                               |
| 0                                                                                             | Szénáskert utca végállomás                                                                    | –                                                                                             | 0                                                                                             | –                                                                                             | –                                                                                             | 0.0 km                                                                                        | –                                                                                             | 1, 3                                                                                          |
| 1                                                                                             | Bartók Béla utca                                                                              | –                                                                                             | 2                                                                                             | –                                                                                             | –                                                                                             | 0.8 km                                                                                        | –                                                                                             | 3                                                                                             |
| ∫                                                                                             | Köröstarcsai út vonalközi végállomás                                                          | 0                                                                                             | –                                                                                             | –                                                                                             | 0.0 km                                                                                        | –                                                                                             | –                                                                                             | 3 1346, 1441 4801, 4805, 4812, 4813, 4815                                                     |
| 2                                                                                             | Kinizsi Pál út                                                                                | 1                                                                                             | 4                                                                                             | –                                                                                             | 0.8 km                                                                                        | 1.5 km                                                                                        | –                                                                                             | 3                                                                                             |
| 3                                                                                             | Zrínyi Miklós sugárút                                                                         | 2                                                                                             | 5                                                                                             | –                                                                                             | 1.2 km                                                                                        | 1.9 km                                                                                        | –                                                                                             | 3                                                                                             |
| 4                                                                                             | Gyomai utca                                                                                   | 4                                                                                             | 7                                                                                             | –                                                                                             | 1.8 km                                                                                        | 2.5 km                                                                                        | –                                                                                             | 3                                                                                             |
| 5                                                                                             | Deák Ferenc utca                                                                              | 5                                                                                             | 8                                                                                             | –                                                                                             | 2.1 km                                                                                        | 2.8 km                                                                                        | –                                                                                             | 3                                                                                             |
| 6                                                                                             | Orvosi rendelő                                                                                | 6                                                                                             | 9                                                                                             | –                                                                                             | 2.4 km                                                                                        | 3.1 km                                                                                        | –                                                                                             | 3                                                                                             |
| 7                                                                                             | Liget utca vonalközi végállomás                                                               | 8                                                                                             | 11                                                                                            | –7                                                                                            | 3.1 km                                                                                        | 3.8 km                                                                                        | –2.4 km                                                                                       | 1, 3 1346, 1374, 1441 4801, 4805, 4812, 4813, 4815                                            |
| 8                                                                                             | Petőfi utca                                                                                   | 10                                                                                            | 13                                                                                            | –5                                                                                            | 4.0 km                                                                                        | 4.7 km                                                                                        | –1.3 km                                                                                       | 1, 3 4812, 4813, 4815                                                                         |
| 9                                                                                             | Magyar bolt                                                                                   | 12                                                                                            | 15                                                                                            | –3                                                                                            | 4.6 km                                                                                        | 5.3 km                                                                                        | –0.7 km                                                                                       | 1, 3                                                                                          |
| 10                                                                                            | Vasút utca                                                                                    | 14                                                                                            | 17                                                                                            | –1                                                                                            | 5.0 km                                                                                        | 5.7 km                                                                                        | –0.5 km                                                                                       | 1, 3                                                                                          |
| 11                                                                                            | Vasútállomás vonalközi végállomás                                                             | 15                                                                                            | 18                                                                                            | 0                                                                                             | 5.5 km                                                                                        | 6.2 km                                                                                        | 0.0 km                                                                                        | 1, 3 4801 Mezőberény vá. (120. sz.)                                                           |
| 12.1                                                                                          | Szabó Árpád utca                                                                              | –                                                                                             | 20                                                                                            | –                                                                                             | –                                                                                             | 7.1 km                                                                                        | –                                                                                             | 1                                                                                             |
| 12.1+1                                                                                        | Gázfogadó végállomás                                                                          | –                                                                                             | 22                                                                                            | –                                                                                             | –                                                                                             | 7.9 km                                                                                        | –                                                                                             | 1                                                                                             |
| 12.2                                                                                          | Temető végállomás                                                                             | –                                                                                             | 21                                                                                            | –                                                                                             | –                                                                                             | 7.7 km                                                                                        | –                                                                                             | –                                                                                             |